# يو إف سي على إف إكس: براون ضد بيغ فوت
يو إف سي على إف إكس: براون ضد بيغ فوت (بالإنجليزية: UFC on FX: Browne vs. Bigfoot)‏ هو حدث لفنون القتال المختلطة نظمته يو إف سي، أُقيم في 5 أكتوبر 2012، على تارغت سنتر في مينيابوليس، الولايات المتحدة. كان هذا هو حدث يو إف سي الخامس الذي يتم بثه مباشرة على إف إكس.